# Taxeotis dryina
Taxeotis dryina là một loài bướm đêm trong họ Geometridae.